# Юффа, Лейб Давидович
Лейб Давидович Юффа (? — ?) — советский инженер, первый директор ленинградского завода № 287 (1944—1950), лауреат Сталинской премии 3-й степени (1949).
Окончил Ленинградский политехнический институт.
До мая 1944 года — главный инженер ленинградского завода № 224 5 ГУ НКАП (с конца августа 1941 года — в эвакуации в г. Молотов (Пермь), с 1.04.1942 г. был преобразован в самостоятельный завод № 470 НКАП в системе 5ГУ для производства контрольно-измерительных приборов (сейчас — ОАО «Санкт-Петербургский завод точных электромеханических приборов»). В этот период награждён орденом Красной Звезды (11.07.1943).
С мая 1944 года первый директор ленинградского Завода № 287 НКАП, организованного на площадке эвакуированных заводов № 387, № 47 и «Лентекстильмаш» (будущий завод «Ленинец»).
Предприятие обеспечивало серийное производство радиолокационной техники разработки НИИ-17: высотомера малых высот РВ-2 «Кристалл» и комплекта измерительной аппаратуры «Радий». В сжатые сроки была внедрена прицельная РЛС «Изумруд» для самолетов-перехватчиков. Участник советского атомного проекта.
За эту работу в 1949 году авторскому коллективу (Покровский, Андрей Глебович, руководитель работы, Скибарко, Алексей Петрович, инженер, Юффа, Лейб Давидович, директор завода, Иллювиев, Владислав Викторович, инженер, Русецкий, Михаил Леонтьевич, гл. технолог завода, Шумейко, Витольд Сабинович, гл. конструктор завода, Горшков, Александр Порфирьевич, инженер) присуждена Сталинская премия.
В 1950 году снят с должности в результате борьбы с космополитизмом.